# باشگاه ورزشی راسینگ آروبا
باشگاه ورزشی راسینگ آروبا، معروف به راسینگ آروبا یا آرسی‌ای، یک باشگاه فوتبال آروبان مستقر در سولیتو، اورنجستاد است که در حال حاضر در لیگ برتر آروبا بازی می‌کند.

## افتخارات
- لیگ برتر آروبا: ۱۶ قهرمانی[۲]
- مسابقات قهرمانی آنتیل هلند: ۱ قهرمانی[۳]
- جام حذفی آروبا: ۵ قهرمانی[۴]